# Birger Martin Hall
Birger Martin Hall, född 26 augusti 1741 g.s. i Borås, död 10 augusti 1815 i Västerås, var en svensk provinsialläkare och botaniker. Han var tidigt en av Linnés lärjungar, men valde läkarvetenskapen framför botaniken.

## Familj
Birger Martin Hall var son till handels- och rådmannen i Borås, tillika riksdagsledamoten, Petter Börjesson Hall (1707–1776) och Eva Margareta, född Wargentin i Uppsala 1714; hon var en något äldre kusin till Pehr Wargentin; och avled redan 1750, vid 36 års ålder. Birger Martin var yngre bror till miniatyrmålaren och konstnären Peter Adolf Hall och äldre bror till lagmanshustrun Eva Helena Engelcrantz. Den 13 mars 1777 gifte han sig i Västerås med Anna Engel Schenström (1748–1801), dotter till handelsmannen Jakob S. De fick tre döttrar och en son. Deras son generalmajor Birger Hall adlades von Hall.

## Studieår
Åren 1753–1755, från 12 års ålder, var Birger Martin inskriven vid Västgöta nation som student vid Uppsala universitets medicinska fakultet där professor Carl Linnæus undervisade. De följande fyra åren, 1755–1759, bedrev han fortsatta medicinstudier utomlands, under ledning av magister Lars Brisman, bland annat i Greifswald (svenska Pommern), Berlin och Hamburg. Därefter återvände Birger Martin Hall till Uppsala. 

### "Blomstrens honings-hus"

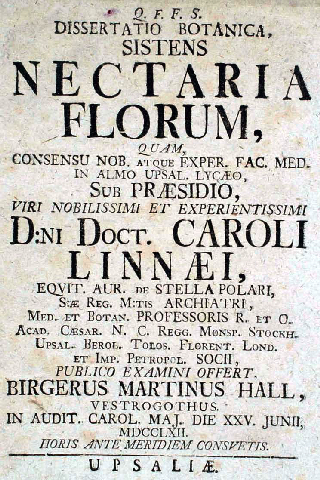
Försättsbladet till första utgåvan av Nectaria Florum 1763

I juni 1762 försvarade han sin botaniska licentiatavhandling Nectaria Florum inför professor Linné. Ämnet var förekomsten av honungskörtlar i blommor, vilka sorter det finns och hur de fungerar. Det var den första detaljerade redogörelsen i ämnet och gav exempel på blommor med skiftande sorters honungskörtlar eller nektaria. Carl von Linné lät år 1763 publicera uppsatsen i volym VI av Amoenitates Academicae ('akademiska förlustelser'). År 1778 gav doktor Hall ut sin egen svenska översättning av detta pionjärverk "om blomstrens honings-hus".

### Ett eget släkte
Linnélärjungen och studiekamraten Carl Peter Thunberg uppkallade en blommande och fruktbärande gömfröväxt efter Birger Martin Hall. Släktet tillhör familjen ärtväxter och bär namnet Hallia. 25 arter finns beskrivna.

## Yrkesår
Hall började som underfältskär vid lasarettet Nosoconium academicum, nuvarande Akademiska sjukhuset i Uppsala 1764. Efter ett par år tog han sin kirurgiska examen där, under överinseende av kontrollanter från Collegium Medicum. 1768 promoverades Birger Martin Hall till medicine doktor  vid för denna tid ovanligt unga år och praktiserade därefter som läkare i Stockholm en period. År 1773 blev han den förste att anställas som provincialmedicus eller provinsialläkare i Västerås, en tjänst han fullgjorde i 20 år. För att få en föreställning om allt han fick ta itu med, kan ett utförligt obduktionsprotokoll skrivet av dr Hall i samband med en mordutredning år 1778 läsas i nummer 1 av nättidningen Gammelbo Allehanda. Redan vid 52 års ålder, år 1793, tog han avsked och gick i pension på grund av sjukdom.

## Samlande
Vid sin död efterlämnade doktor Hall bland annat en samling manuskript som systematiskt beskrev svampar med tillhörande teckningar. Han var en stor samlare och hade ett omfattande bibliotek i medicin och naturvetenskap, en stor insektssamling och ett mycket stort herbarium. Han donerade 770 växter till läroverket i Västerås, de flesta samlade på Mälaröarna. På Kungliga Myntkabinettet finns också ett par gamla handskrivna förteckningar, 51 respektive 80 sidor långa, över en märkvärdig mynt-, sedel- och medaljsamling som han ägde. Han sägs ha varit en ivrig upphandlare av svenska medeltidsmynt från jordfyndigheter. Han hade dessutom ett antal sällsynta sedlar, varav en Stockholms Banco 50 daler sm (silvermynt) från år 1666. Den ägs idag av KMK.

## Skrifter
- Nectaria Florum (1763)
- Underrättelse om rödsotens botande uti Westmanland (1773, 4 sidor)
- Academisk afhandling om blomstrens honings-hus, under framledne kongl. archiat. ...Carl von Linnés inseende, utgifven av Birger Mårten Hall d. 25 junii 1762. Försvenskad. Stockholm, tryckt i för detta Holmeriska tryckeriet, 1778 (32 sidor)